# Pomacocha
Pour les articles homonymes, voir Pomacocha (homonymie).
Pomacocha (du quechua Pumaqucha signifiant « lac du puma »), est un site archéologique péruvien, situé dans le département d'Ayacucho, province de Vilcas Huamán, district de Vischongo, au bord du lac éponyme à 3 126 m d'altitude,,.
Le nom du site de Pomacocha est également orthographié Pumaqucha, Pumaqocha, Pumacocha ou Pomaccocha, et appelé aussi Inti Watana ou Intihuatana.
Le petit complexe qui n'occupe qu'une superficie de 3 000 m2 est composé d'une tour, d'un intihuatana (construction en pierre interprétée comme un support de rituel agricole, un repère astronomique et/ou un cadran solaire), de bains, d'un palais et d'une pierre utilisée à des fins rituelles.
Il est considéré comme une zone résidentielle et de repos pour les Incas,,.
Le site a été déclaré Patrimoine Culturel National du Pérou par la résolution Nº 751 / INC du 27 juillet 2001.

## Voir aussi

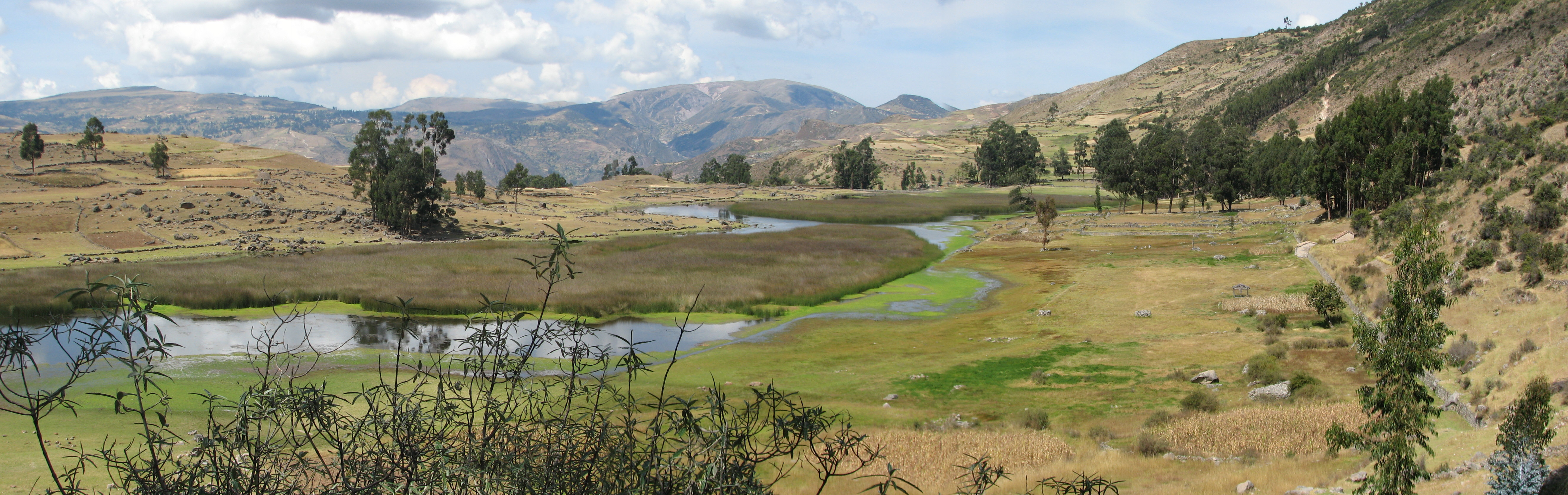
Le lac Pomacocha (Ayacucho).